# 211379 Claytonwhitted
211379 Claytonwhitted è un asteroide della fascia principale. Scoperto nel 2002, presenta un'orbita caratterizzata da un semiasse maggiore pari a 2,6384186 UA e da un'eccentricità di 0,0733537, inclinata di 8,55724° rispetto all'eclittica.